# Iván Brítez
Iván Eduardo Brítez (* 2. Januar 2004) ist ein paraguayischer Hürdenläufer, der sich auf die 400-Meter-Distanz spezialisiert hat.

## Sportliche Laufbahn
Erste internationale Meisterschaftserfahrungen sammelte Iván Brítez im Jahr 2021, als er bei den U18-Südamerikameisterschaften in Encarnación in 60,30 s den achten Platz über 400 m Hürden belegte. 2023 gelangte er bei den Südamerikameisterschaften in São Paulo mit 56,40 s auf Rang sechs und im Jahr darauf schied er bei den Ibero-Amerikanischen Meisterschaften in Cuiabá mit 58,53 s im Vorlauf aus. 2025 verpasste er dann bei den Südamerikameisterschaften in Mar del Plata mit 56,94 s den Finaleinzug im Hürdenlauf.
In den Jahren 2023 und 2024 wurde Brítez paraguayischer Meister im 400-Meter-Lauf.

## Persönliche Bestzeiten
- 400 m Hürden: 55,40 s, 24. November 2024 in Asunción